# Ksenia Bogouslavskaïa
Pour les articles homonymes, voir Bogouslavskaïa.
Ksenia Leonidovna Bogouslavskaïa (en russe : Ксения Леонидовна Богуславская), née le 24 janvier 1892 à Odessa et morte le 3 mai 1972 à Herblay-sur-Seine,, est une artiste peintre de l'avant-garde russe (suprématisme), illustratrice et décoratrice de théâtre.
Elle est l'épouse de Jean Pougny, également peintre russe avant-gardiste.

## Biographie
Ksenia Bogouslavskaïa étudie à la Société impériale d'encouragement des beaux-arts (1908-1910), puis à l'Académie des beaux-arts de Naples (1911) et à l'académie Vassilieff à Paris de 1912 à 1913 où elle dessine des patrons pour le couturier Paul Poiret. En 1913 (Mai), elle retourne à Saint-Pétersbourg et se marie avec le peintre Jean Pougny. Leur appartement devient le lieu de rencontre de l'avant-garde littéraire et artistique pétersbourgeoise. Avec son mari, elle publie le recueil cubo-futuriste intitulé « Le Parnasse rugissant » (Рыкающий Парнас) en 1914. Au cours de l'année 1915, Bogouslavskaïa participe à la création du groupe d'artistes avant-gardistes Supremus dirigé par le père du suprématisme, Kasimir Malevitch. Elle participe à la première exposition futuriste (Tramway V), en mars 1915 et à l'Exposition 0.10 fin 1915.

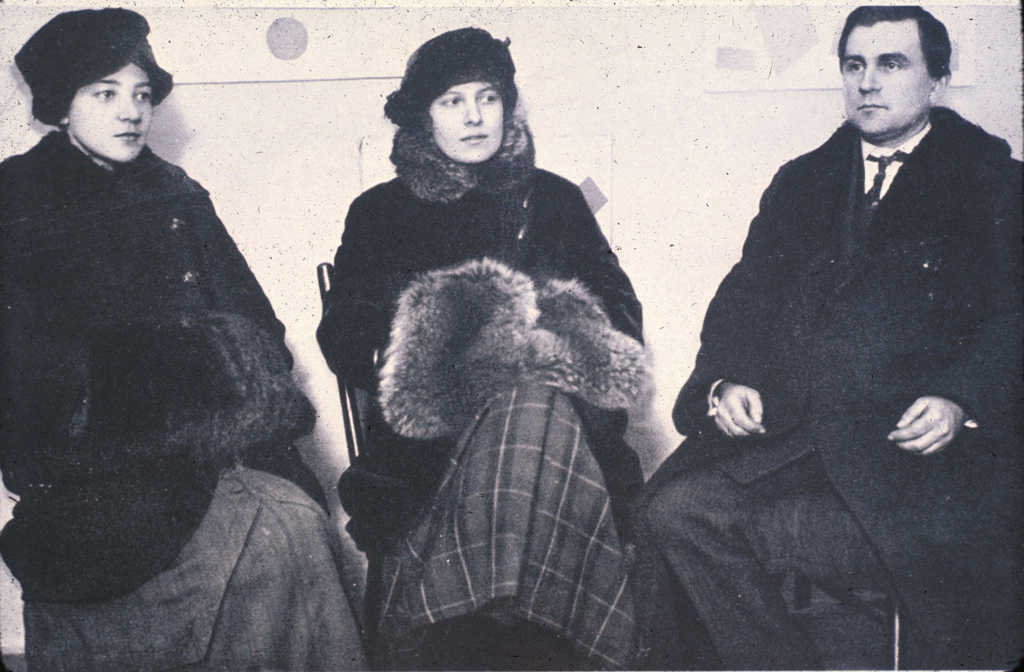
Olga Rozanova, Ksenia Bogouslavskaïa (centre) et Kasimir Malevitch lors de l'Exposition 0.10 (1915).

En 1915 et 1916, avec d'autres artistes suprématistes, elle séjourne à la coopérative d'artistes et d'artisans Verbovka près de Kiev. Elle illustre des recueils de poèmes de Maïakovski et participe à la décoration des rues de Pétrograd pour le premier anniversaire de la révolution bolchévique. En 1919, elle étudie les arts appliqués et les arts décoratifs à l'école artistique de Vitebsk avec Marc Chagall. Avec son mari, accompagné de Vassili Choukaïev et de sa femme, elle fuit l'Union soviétique par les eaux gelées du golfe de Finlande pour rejoindre Kuokkala. Arrêté par les autorités finlandaises, le couple obtient un visa pour Dantzig avant de s'installer à Berlin (1920-1923). Elle travaille comme décoratrice de théâtre au cabaret « L'Oiseau Bleu » (Der blaue Vogel) et avec le Théâtre Romantique Russe, troupe fondée par le chorégraphe moderniste Boris Romanov (1891-1957). En 1923, elle quitte Berlin pour s'établir avec son mari à Paris où elle dessine des vêtements et des patrons pour la haute couture. Jean Pougny meurt en 1956. En 1959, elle fait don de douze peintures de Jean Pougny au Musée d'art moderne de Paris et, en 1966, elle lègue plusieurs gravures ainsi que les archives personnelles de son mari à la Bibliothèque nationale de France. La même année, elle expose au Salon des indépendants et participe à l'organisation d'une rétrospective des œuvres de Jean Pougny au Musée de l'Orangerie.
Elle meurt le 3 mai 1972 et est inhumée au cimetière du Montparnasse.